# Carlota de Saxònia-Meiningen
Carlota Amàlia de Saxònia-Meiningen (en alemany Charlotte Amalie von Sachsen-Meiningen) va néixer a Frankfurt l'11 de setembre de 1751 i va morir a Gènova el 25 d'abril de 1827. Era una noble alemanya, filla del duc Antoni Ulric de Saxònia-Meiningen (1687-1763) i de la princesa Carlota Amàlia de Hessen-Philippsthal (1730-1801).

## Matrimoni i fills
El 21 de març de 1769 es va casar a Meiningen amb el príncep hereu Ernest II de Saxònia-Gotha-Altenburg (1745-1804), fill dels ducs Frederic III (1699-1772) i Lluïsa Dorotea de Saxònia-Meiningen (1710-1767). Carlota va participar activament en les activitats com a mecenes que portava a terme el seu marit, sobretot en el camp de l'astronomia.
Després de la mort del duc el 1804, va tenir problemes amb el seu fill August, que el va succeir com a hereu del ducat de Saxònia-Gotha-Altenburg. Per la qual cosa va haver de deixar la ciutat de Gotha i amb l'astrònom Franz von Zach va passar un temps a Eisenberg (Turíngia); més tard va fixar la seva residència a Marsella i finalment a Gènova, on va morir el 1827.
Del matrimoni amb Ernest II va tenir quatre fills:
- Ernest, príncep hereu de Saxònia-Gotha-Altenburg (27 de febrer de 1770 - 3 de desembre de 1779).
- August, (23 de novembre de 1772 - 27 de maig de 1822, casat amb la princesa Lluïsa Carlota de Mecklenburg-Schwerin (1779-1801).
- Frederic, (28 de novembre de 1774 - 11 de febrer de 1825).
- Lluís (1777)